# Thế giới thần kỳ của Jimmy
Thế giới thần kỳ của Jimmy (tiếng Anh: The Adventures of Jimmy Neutron, Boy Genius) là một loạt phim truyền hình hoạt hình máy tính của Mỹ dựa trên bộ phim Jimmy Neutron: Boy Genius năm 2001 do John A. Davis và Keith Alcorn tạo ra. Ban đầu nó được phát sóng trên Nickelodeon trong ba mùa bắt đầu từ ngày 20 tháng 7 năm 2002, và tập cuối cùng được phát sóng vào ngày 25 tháng 11 năm 2006. Chương trình theo chân một thiên tài 11 tuổi đến từ Retroville,Texas, nhân vật cùng tên, khi anh tham gia vào những cuộc phiêu lưu hết mình những người bạn Carl Wheezer và Sheen Estevez.